# OK Partizan Belgrad
OK Partizan Belgrad (serb. Одбојкашки клуб Партизан) – serbski klub siatkarski założony w 1946 roku występujący obecnie w najwyższej klasie rozgrywek ligowych (Wiener Städtische LIGA). Jest on częścią klubu sportowego Partizan (serb. Sportskom društvu Partizan).

## Sukcesy
Mistrzostwa Jugosławii:
- 1. miejsce (10x): 1946, 1947, 1949, 1950, 1953, 1967, 1973, 1978, 1990, 1991
- 2. miejsce (12x): 1948, 1966, 1968, 1969, 1971, 1972, 1974, 1977, 1979, 1982, 1984, 1985
- 3. miejsce (5x): 1961, 1964, 1976, 1983, 1989

 Puchar Jugosławii:
- 1. miejsce (7x): 1950, 1961, 1964, 1971, 1974, 1989, 1990

 Puchar CEV:
- 2. miejsce (2x): 1985, 1990

 Mistrzostwa Serbii i Czarnogóry:
- 2. miejsce (2x): 1993, 1996

 Mistrzostwa Serbii:
- 1. miejsce (2x): 2011, 2023
- 2. miejsce (4x): 2013, 2015, 2021, 2024[1]
- 3. miejsce (4x): 2010, 2014, 2020, 2022

 Puchar Serbii:
- 1. miejsce (2x): 2022[2], 2023

 Superpuchar Serbii:
- 1. miejsce (1x): 2022[3]